# هاتف خلوي (فلم)
هاتف خلوي (بالإنجليزية: cellular)، هو فيلم إثارة، حركة، جريمة أمريكي أنتج سنة 2004 من إخراج ديفيد آر.أليس، ومن بطولة جيسون ستاثام وكريس إيفانز وكيم بايسنجر.

## القصة
يتلقى شاب مكالمة هاتفية طارئة على هاتفه المحمول من امرأة مسنة. تدعي المرأة أنه تم خطفها، والخاطفون يستهدفون زوجها وطفلها، ليجد بعد ذلك الشاب نفسه في ورطة بعدما قرّر إنقاذها.

## روابط خارجية
- Official website في أرشيف الإنترنت(أرشفت في  نوفمبر 7, 2007)
- Cellular soundtrack information
- مقالات تستعمل روابط فنية بلا صلة مع ويكي بيانات